# Miyamoto Mikiharu
Mikiharu Miyamoto (sinh ngày 16 tháng 3 năm 1997) là một cầu thủ bóng đá người Nhật Bản.

## Sự nghiệp câu lạc bộ
Mikiharu Miyamoto đã từng chơi cho Fagiano Okayama.